# Sadus
Sadus é uma banda de thrash metal dos Estados Unidos da América.

## História
Sadus foi formado no ano de 1984 em Antioch, Califórnia. Apesar de no início ser influenciada por bandas de Thrash Metal, como Slayer, a banda viria a desenvolver seu próprio estilo musical, adicionando acordes complexos e a troca rápida de compassos.
O nome da banda foi sugerido por um amigo da banda que se chamava Rick Rogers em 1985. Foi originalmente retirado do romance Duna, onde Sadus são juízes. 

## Integrantes
Atuais
- Darren Travis (guitarra e  vocal)  (1984-presente)
- Steve DiGiorgio (contrabaixo)  (1984-presente)
- Jon Allen (bateria)  (1984-presente)

Ex-integrantes
- Rob Moore (guitarra) (1984-1993)
- Myles Kennedy (membro da turnê - guitarra)

## Discografia
Álbuns de estúdio
- Illusions  (1988)
- Swallowed in Black (1990)
- A Vision of Misery (1992)
- Elements of Anger (1997)
- Out for Blood (2006)

Coletâneas
- Chronicles of Chaos  (1998)
- DTP Demo 1986   (2003)

Demos
- Death to Posers	(1986)
- Certain Death		(1987)
- The Wake of Severity	(1989)
- Red Demo	(1994)

Split álbuns
- Raging Death	(1987)

DVDs
- Live in Santiago (Chile)	(2004)